# Die Sopranos
Die Sopranos ist eine US-amerikanische Fernsehserie, die vom Leben einer italo-amerikanischen Mafiafamilie in New Jersey handelt. Die Serie, die in den Jahren 1999 bis 2007 auf HBO zu sehen war, wurde unter anderem mit 21 Emmys und fünf Golden Globes ausgezeichnet. Die Writers Guild of America wählte Die Sopranos auf Platz 1 der 101 Best Written TV Series. Auf der Website Metacritic, die Kritiken von verschiedenen Redaktionen zusammenfasst, hält die letzte Staffel eine Bewertung von 96 Prozent.

## Produktion

### Entwicklung
Der Autor und Regisseur David Chase wurde von dem Produzenten Brad Grey angesprochen, ob er „den Paten fürs Fernsehen“ machen wolle. Er wollte schon ablehnen, als ihm einfiel, das Thema mit einer Filmidee zu kombinieren, die er schon länger geplant hatte – ein Mafiaboss in Psychotherapie. Der Produzent akzeptierte das Konzept und die Fox Broadcasting Company kaufte die Rechte. Allerdings fiel das Drehbuch des Pilotfilms durch, da die Konstellation für das frei empfangbare Fernsehen der USA kaum geeignet schien. Auch alle anderen Networks lehnten ab, weshalb die Produzenten das Skript dem Kabelkanal Home Box Office anboten.
Der Co-Präsident von HBO, Richard Plepler, erinnert sich an die Vorstellung der Serie bei ihm und Chris Albrecht, dem Programmchef:

“They came in here and said, ‚Here’s the idea: 40-year-old guy, crossroads of his life, turmoil in his marriage, turmoil in his professional career, beginning to raise teenage kids in modern society—all the pressures of every man in his generation. The only difference is he’s the Mob boss of northern New Jersey. Oh, by the way, he’s seeing a shrink.”

„Sie kamen rein und sagten ‚Hier ist die Idee: Ein 40-jähriger Mann, am Wendepunkt seines Lebens, Aufruhr in der Ehe, Aufruhr in seinem Beruf, steht vor der Aufgabe, Teenager in der modernen Gesellschaft aufzuziehen – der ganze Druck eines jeden Mannes seiner Generation. Der einzige Unterschied ist, er ist der Mafiaboss des nördlichen New Jerseys. Ach ja, er geht zum Seelenklempner.“

### Einflüsse
Die Sopranos nimmt in vielfältiger Weise Bezug auf andere klassische Mafiafilme. So sieht man Tony am Tag der Beerdigung seiner Mutter tränenüberströmt vor dem Fernseher sitzen, in dem Der öffentliche Feind läuft. Ein wichtiger Impuls war die Filmreihe Der Pate, aus der die Figuren häufig und durchaus bewusst zitieren; Silvio Dante kann sogar ganze Monologe daraus auswendig. Der stärkste Einfluss dieser Traditionslinie ist Goodfellas – ein Film, den Schöpfer und Showrunner David Chase als seinen „Koran“ bezeichnete und der nach Art und Häufigkeit so oft anklingt, dass es von Kritikern durchaus auch als bereits überzogen wahrgenommen wurde.
Einige Einflüsse stammen auch aus anderen inhaltlichen Zusammenhängen. Hier sticht besonders die Serie Detektiv Rockford – Anruf genügt hervor, an der David Chase von 1976 bis 1980 als Drehbuchautor und Produzent mitwirkte und die ebenfalls ein wöchentlich ausgestrahltes Hybridformat aus Krimi-, Comedy- und Dramaserie darstellte. Hier lassen sich teilweise sogar direkt übernommene Ideen einzelner Episoden feststellen.

### Besetzung
Auch im Ensemble sind die Bezüge auf das Genre des Mafiafilms deutlich erkennbar; nicht nur waren zahlreiche der Darsteller im Film Goodfellas zu sehen, sondern z. B. auch in Der Pate von Manhattan oder Mickey Blue Eyes.
Regisseur und Produzenten machten ungewöhnlich viele Vorsprechtermine und entschieden sich teilweise dafür, Rollen mit Schauspielern zu besetzen, die sie ursprünglich für andere Charaktere vorgesehen hatten. Die Rolle des Consigliere Silvio Dante wurde nach langer Suche mit dem Rockmusiker Steven Van Zandt besetzt. Die Drehbuchautoren arbeiteten eng mit den Schauspielern zusammen, die dadurch ihre persönlichen Erfahrungen und auch sprachlichen Besonderheiten einbringen konnten.

### Musik zur Serie
David Chase, der Schöpfer der Serie, wählte zusammen mit dem Musikproduzenten Martin Bruestle und der Musikredakteurin Kathryn Dayak die Lieder zur Serie aus, manchmal stand ihm Steven Van Zandt beratend zur Seite. Stilistisch reicht das Musikspektrum der Serie von Mainstream-Pop über Oldies und Classic-Rock bis hin zu Jazz, Soul und Hip-Hop.

## Handlung

### Eröffnungssequenz
Tony Soprano fährt mit seinem Auto aus dem Lincoln Tunnel und auf den New Jersey Turnpike. Zu sehen sind Orte in Newark und Elizabeth. Tony raucht dabei eine Zigarre, er fährt schließlich in die Einfahrt seines Hauses und steigt aus. Bei den ersten drei Staffeln ist im Vorspann das World Trade Center zu sehen. Nach den Terroranschlägen am 11. September 2001 wurde die Szene durch neue Aufnahmen ohne die Twin Towers ersetzt.

### Staffel 1

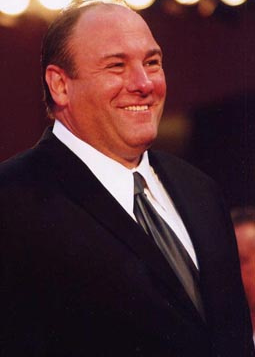
James Gandolfini spielt Anthony „Tony“ Soprano, den Boss der mächtigsten kriminellen Organisation in New Jersey

Tony Soprano hat Probleme mit seiner eigenen Familie und seinen Mafiakollegen. Von Gedächtnislücken und Panikattacken geplagt, wendet er sich an die Psychotherapeutin Dr. Jennifer Melfi. Er versucht dies vor seinen Mafiakollegen geheim zu halten, da dies als ein Zeichen von Schwäche angesehen werden könnte. Gleichzeitig bekleidet er die Stellung als Acting Boss der Mafiafamilie Soprano, nachdem der alte Boss Jackie Aprile, Sr. an Krebs verstorben ist. Tonys Onkel Junior, ein Gangster alter Schule, wird von den Capos der Familie zu ihrem eigenen Schutz insgeheim in dem Glauben gelassen, das Sagen zu haben. Gleichzeitig wagt er sich allerdings mit einigen Männern auf Tonys Territorium vor.
Tonys Neffe Chris begeht einen Mord an einem jungen tschechischen Gangster, dessen Bande in Konkurrenz zu den Mafiosi steht. Man streitet sich um Marktanteile in der Abfallwirtschaft, welche den Gangstern eigentlich als Tarnung für zahlreiche andere Geschäfte dient. Tony Soprano stellt Chris zur Rede. Onkel Junior will den Gangster Little Pussy Malanga in dessen Stammlokal ermorden. Wirt des Lokals ist Tonys Freund Artie Bucco, dessen Existenz durch einen Mord in seinen Räumen ruiniert wäre. Tony Soprano beschließt, das Restaurant des Freundes durch Brandstiftung zu vernichten. Der geplante Mordanschlag seines Onkels Junior wird verhindert, und Artie Buccos Ruf als Wirt wird nicht beschädigt. Jedoch plagen Tony Schuldgefühle wegen des Brandanschlags. Seine Frau Carmela veranstaltet eine große Benefizveranstaltung in ihrem Haus.
Der aufbrausende Chris und sein Freund Brendan Filone versuchen, durch Überfälle auf Lastwagen Geld zu verdienen. Jedoch gehören die LKWs einem Mann namens Comley, der in Onkel Juniors Geschäftsbereich fällt. Junior verlangt seinen Anteil an dem Deal.
Bei einem Zusammentreffen wird die vollständige Mafiabande, darunter auch Tony, vom FBI gefilmt. Junior macht einen Kurzurlaub in Boca Raton. Dort trifft er sich mit seiner heimlichen Liebe Roberta wieder.
Tony sieht sich mit seiner Tochter Meadow in Maine einige Colleges an. Zu Hause verbleibt Carmela mit einer Grippe und kommt Pfarrer Phil näher. Anthony Jr. bekommt Probleme in der Schule: Er hat den Messwein gestohlen und ist betrunken zum Sportunterricht erschienen. Der Schulpsychologe schickt Anthony Jr. in psychiatrische Behandlung. Tony verdonnert ihn außerdem zu regelmäßigen Besuchen bei Oma Livia im Altersheim. Auf Anraten seiner Ärztin sucht sich Tony neue Freunde. Doch die sind nur an möglichst spektakulären Geschichten über den Mob interessiert und verhalten sich Tony gegenüber abweisend. Währenddessen suchen Chris und dessen Freundin Adriana ihr Glück im Musikbusiness, geraten jedoch an eine erfolglose Band.
Es kommt zu Anklageerhebungen durch die Bundesbehörden. Tony und seine Männer lassen daraufhin sämtliche Beweise aus ihren Wohnungen verschwinden. Salvatore „Big Pussy“ Bonpensiero wird verdächtigt, eine Wanze zu tragen. Tony lässt Pussy beschatten und findet heraus, dass Vin Makazian Pussy 30.000 Dollar schuldet. Bevor Tony ihn zur Rede stellen kann, begeht Makazian Selbstmord. Pussy ist jedoch verschwunden. Im Laufe der Zeit stellt sich heraus, dass Jimmy Altieri der Verräter zu sein scheint, woraufhin er umgebracht wird.
Tonys Mutter Livia, die immer noch verbittert darüber ist, dass ihr Sohn Tony sie in ein Altersheim abgeschoben hat, erzählt Gangsterboss Junior, dass Tony sich regelmäßig einer Psychiaterin anvertraut. Zuvor hatte Tony etwas über Juniors heimliches Liebesleben ausgeplaudert. Die beiden setzen einen Mordanschlag durch zwei Attentäter auf Tony an, den dieser überlebt. Seine Psychiaterin Melfi muss zu ihrer eigenen Sicherheit vorübergehend die Stadt verlassen. Juniors Offiziere werden getötet und er selbst vom FBI festgenommen. Livia erleidet unterdessen einen Schlaganfall. Tony gesteht nun seinen Männern, dass er in psychiatrischer Behandlung ist, was zum größten Teil akzeptiert wird.

### Staffel 2
„Big Pussy“ Bonpensiero, der als verschollen galt, taucht plötzlich wieder auf. Dieser scheint eine Beziehung zum FBI zu pflegen und Informationen an den Agenten Skip Lipari zu liefern.
Onkel Junior bricht sich bei einem Sturz in der Badewanne seine Hüfte und wird im Krankenhaus behandelt. Weil die Behandlungsräume in der Klinik nicht vom FBI verwanzt werden dürfen, nutzt Junior diese Räume für Geschäftsgespräche mit Tony. Onkel Junior Soprano kann später aus gesundheitlichen Gründen aus der Untersuchungshaft entlassen werden, er muss sich allerdings in seinem Haus aufhalten. Anwalt Melvoin macht Junior keine Hoffnungen auf einen positiven Ausgang des Gerichtsverfahrens, weist aber auch darauf hin, dass er mit 400.000 Dollar Kosten rechnen könne. Onkel Junior ist entsetzt und schickt Richie zu Albert Barese, um ihn auf seine Seite gegen Tony Soprano zu ziehen. Albert Barese spielt dieses Spiel nicht mit, das geplante Komplott gegen Tony scheitert. Onkel Junior zieht seinen Kopf aus der Schlinge.
Da Tony sich nicht mehr um seine Mutter kümmern möchte, erscheint seine Schwester Janice, die diese Aufgabe übernimmt. Richie Aprile, der nach zehn Jahren aus dem Gefängnis entlassen wird, sorgt für einige Probleme. Er nimmt Kontakt zu Tonys Schwester Janice auf und beginnt erneut eine Beziehung mit ihr. Schließlich ziehen sie in das Haus von Tonys Mutter. Richie Aprile fährt den Pizzeria-Besitzer Beansie Gaeta brutal an, nachdem er keine Schutzgeldzahlungen geleistet hat, woraufhin dieser gelähmt bleibt. Tony verlangt von Richie, dass er Gaetas Haus behindertengerecht umbaut, noch bevor Gaeta aus der Reha entlassen wird. Tony untersagt Richie außerdem entschieden, auf den Mülltouren weiterhin mit Drogen zu dealen. Richies Neffe Jackie Aprile Junior unterstützt die Forderungen seines Onkels.
Dr. Melfi lehnt es oftmals ab, Tony weiterhin zu behandeln. Weil sie aber Mitleid für Tony empfindet und ein schlechtes Gewissen hat, lässt sie sich von ihrem Kollegen Dr. Kupferberg behandeln. Um die Geschäfte von Onkel Junior fortsetzen zu können, machen Tony und seine Mafia-Kollegen eine Reise nach Neapel, wo sie mit Capo Zi Vittorio Furio Autogeschäfte abschließen. Furio, ein Mitglied der italienischen Mafia-Familie, reist mit in die Staaten, um die Crew zu unterstützen.
Christopher Moltisanti überlebt einen Mordanschlag durch Sean und Matthew Bevelaqua, die dadurch versuchten, Richie Aprile zu beeindrucken. Daraufhin wird Matthew Bevelaqua von Tony und Pussy erschossen, wovon allerdings die Polizei erfährt. Der einzige Zeuge widerruft seine Aussage, als er erfährt, dass es sich um einen Rachemord in Mafia-Kreisen handelt. Durch Tonys Aktivitäten in der Mafia leidet seine Ehe. Schließlich entwickelt seine Ehefrau Carmela Gefühle für den Tapeziermeister Vic. Dieser hat aber Angst, sich auf ein solches gefährliches Verhältnis einzulassen.
Weil Pussy sich endgültig als Verräter entpuppt, wird er von seinen Mafiakollegen während einer Bootsfahrt ermordet. Richie Aprile wird bei einem handgreiflichen Streit von Janice erschossen – diese verlässt daraufhin fluchtartig New Jersey. Meadow, die Tochter von Tony, erreicht ihren High-School-Abschluss. Sie will die Universität von Berkeley besuchen, wird aber später an der Elite-Universität Columbia angenommen.

### Staffel 3

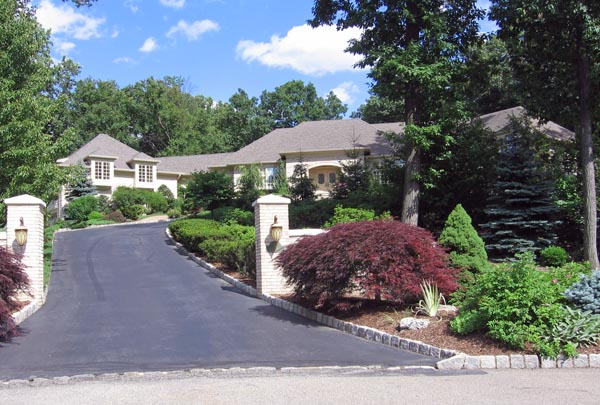
Originalschauplatz: Das Soprano-Haus in New Jersey

Zu Beginn der Staffel wird das Haus der Sopranos vom FBI verwanzt. Die Lampe, an der sich die Wanze befindet, wird jedoch später von Tonys Tochter Meadow mitgenommen und ist somit für das FBI nutzlos.
Patsy Parisi, der Zwillingsbruder des auf Tonys Befehl hin ermordeten Philly Parisi, scheint etwas über die Hintergründe des Mordes herausgefunden zu haben. Tonys Mutter Livia Soprano stirbt an einem Schlaganfall. Weil Livia die wertvolle Plattensammlung der russischen Pflegerin Svetlana vermacht hat, stiehlt Janice Soprano deren Kunstbein, um im Tausch die Plattensammlung zu bekommen. Daraufhin wird sie von ihren russischen Freunden übel zugerichtet.
Weil Jennifer Melfi immer noch Tony therapeutisch behandelt, bekommt sie unter anderem Probleme mit ihrem geschiedenen Mann Doktor Richard La Penna und ihrem Analytiker Elliot Kupferberg. Später wird Melfi in einer Tiefgarage vergewaltigt. Der Vergewaltiger, der wenig später verhaftet wird, wird aufgrund eines Verfahrensfehlers bei der polizeilichen Ermittlung freigelassen. Sie spielt kurz mit dem Gedanken, Tony zu informieren, entscheidet sich jedoch dagegen.
Mustang Sally verletzt den Schergen Bryan mit einem Golfschläger lebensgefährlich. Bobby Bacala Sr., der schwer erkrankt ist, bekommt den Befehl, Mustang Sally zu töten. Nach dem Rachemord stirbt Bacala gleich darauf bei einem schweren Hustenanfall am Steuer seines Wagens. Onkel Junior Soprano möchte an der Beerdigung von Bacala nicht teilnehmen, da er an Krebs erkrankt ist und eine Chemotherapie bekommen muss. Tony bemüht sich währenddessen um ärztliche Hilfe für Onkel Junior, unter anderem auch bei Dr. Kennedy. Er ist im Unklaren darüber, welche Behandlungsmethode für Onkel Junior die beste sei.
Tracee, eine Tänzerin in Silvio Dantes Strip-Club „Bada Bing“, erwartet ein zweites Kind und wendet sich Hilfe suchend an Tony. Eines Tages wird Tänzerin Tracee von ihrem Freund Ralph bei einer Auseinandersetzung tödlich verletzt, was für eine schlechte Stimmung zwischen Tony und Ralph sorgt. Nachdem Ralph sich bei Tony entschuldigt hat und der bisherige Capo Gigi plötzlich gestorben ist, wird Ralph schließlich von Tony zum Capo befördert.
Meadow Soprano kommt mit dem afroamerikanischen Noah Tannenbaum zusammen, was dem Vater allerdings nicht gefällt. Später beendet Noah die Beziehung. Jackie Aprile Junior, Drogendealer und Sohn des verstorbenen Mafia-Chefs, bemüht sich nun intensiv um Meadow. Nach dem abgebrochenen Studium scheint er sich für Herrenmode zu interessieren.
Tonys Neffe Christopher Moltisanti wird als Vollmitglied der Mafia aufgenommen und übernimmt den Sportwettenbereich und später zusammen mit seiner Freundin Adriana einen heruntergekommenen Club. Paulie Gualtieri nimmt Chris Moltisanti mit, um bei dem russischen Gangster Valery Geld einzutreiben. Dabei kommt es zu einer körperlichen Auseinandersetzung, bei der Valery scheinbar tödlich verletzt wird. Als sie ihn in den Wäldern von Süd-Jersey begraben wollen, kann Valery in die Wälder fliehen. Paulie und Chris verirren sich bei der Suche nach ihm im Wald und geraten in eine lebensbedrohliche Lage. Kurz vor Weihnachten fährt Tony Soprano mit Paulie an die Küste, um sein Boot winterfest zu machen.
Tony Soprano und seine Ehefrau Carmela besuchen einige Therapiesitzungen auch zu zweit. Später wendet sich Carmela Soprano an Psychiater Doktor Krakauer, der ihr dazu rät, Tony Soprano und dessen kriminelles Milieu zu verlassen. Bei einer weiteren Therapiesitzung lernt Tony in der Praxis die attraktive Autohändlerin Gloria Trillo kennen und kommt ihr näher. Im Laufe der Affäre stellt sich allerdings heraus, dass Gloria eine Borderline-Patientin ist. Ihre Ausraster führen schließlich dazu, dass Tony mit ihr bricht. Da sie ihn aber weiter unter Druck setzt, lässt er ihr von Patsy Parisi eine Morddrohung formulieren, falls sie versuchen sollte, jemals wieder Kontakt zu Tony aufzunehmen.
Janice lädt die Familie zu Ente ein. Währenddessen versucht sie, sich im Christentum zu verwirklichen, und möchte religiöse Popmusik veröffentlichen.
Jackie Aprile Junior überfällt mit seinen Freunden Carlo und Dino maskiert eine Pokerrunde der Mafia. Die Situation gerät außer Kontrolle, wobei einer der Spieler erschossen und Tonys rechte Hand Furio durch einen Beinschuss schwer verletzt wird. Carlo und Dino werden dabei getötet – während Jackie zwar entkommen kann, aber dennoch enttarnt wird. Tony setzt Ralphie Cifaretto unter Druck, das Problem mit Jackie Junior zu lösen. Ralphie beauftragt dazu Vito Spatafore als Killer, der daraufhin Jackie Junior in Boonton ermordet.
Weil Anthony Soprano Jr. bereits in der High School durch Vandalismus negativ aufgefallen ist und eine Prüfungsarbeit gefälscht hat, wird er von der High School verwiesen und soll auf eine Militärschule kommen. Am Tag der Einschulung erleidet er allerdings eine Panikattacke und wird nicht aufgenommen.

### Staffel 4

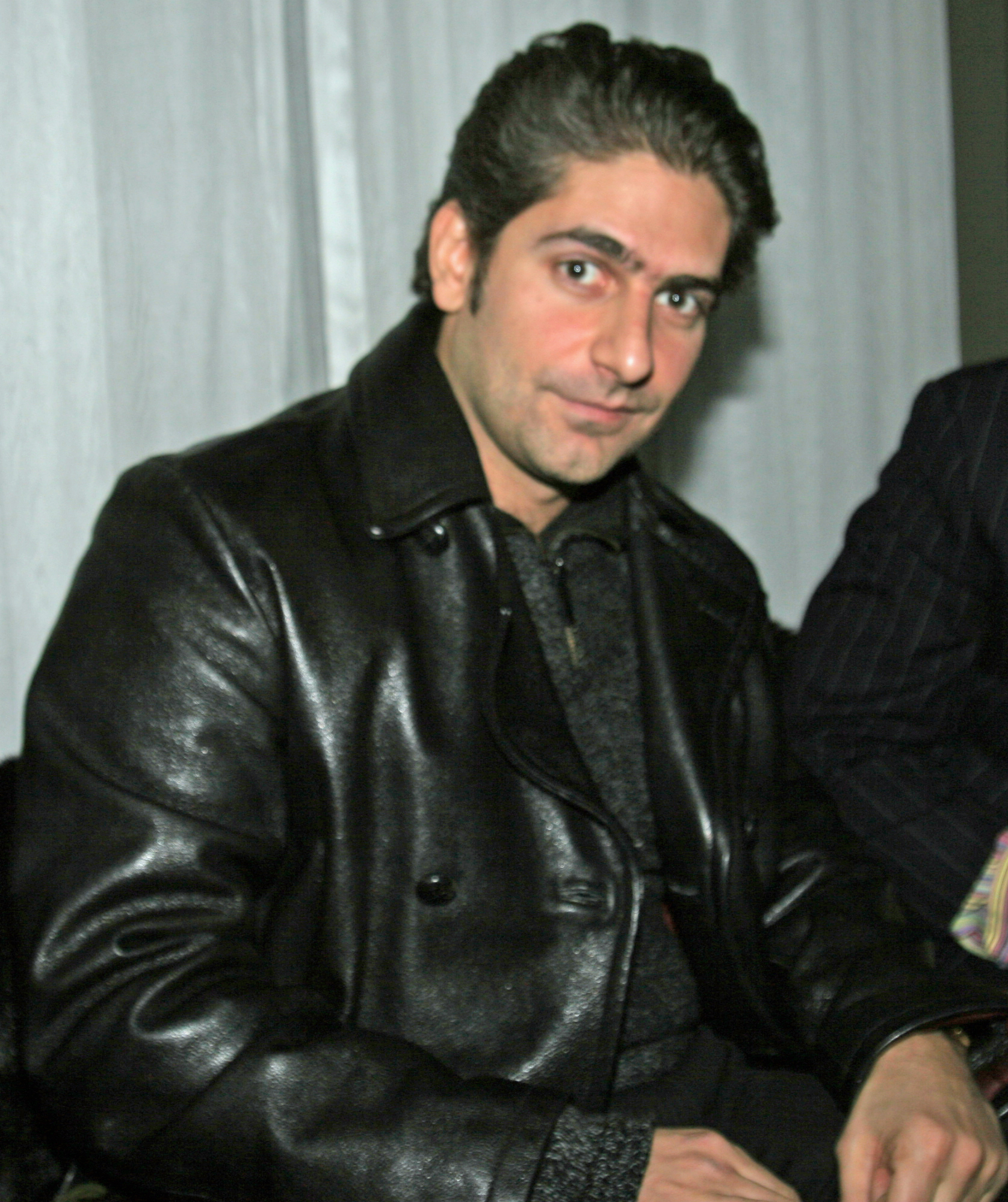
Michael Imperioli spielt Christopher Moltisanti

Christopher tötet aus Rache den Detective, der seinen Vater umgebracht haben soll.
Tochter Meadow will zunächst nach Europa reisen und dort an einem Dogmafilm mitarbeiten, arbeitet später jedoch ehrenamtlich im South Bronx Law Center.
Bei einer Demonstration wird die jährliche Parade zur Ehre von Christoph Kolumbus gestört.
Nachdem Ralph Cifaretto einen unangebrachten Witz über die Frau des New Yorker Mafioso Johnny Sack gemacht hat, wirkt dieser sehr aufgebracht. Tony lehnt Johnnys Bitte, Ralph umzubringen, ab. Nur knapp entkommt Ralph einem Attentat. Tony Soprano geht eine Beziehung mit Valentina La Paz ein, die mit Ralph verbandelt ist. Ralphs zwölfjähriger Sohn Justin hat beim Spielen mit einem Pfeilbogen einen Unfall erlitten und liegt nun schwer verletzt im Krankenhaus.
Ralphs Rennpferd Pie-O-My wird durch einen Brand so schwer verletzt, dass es eingeschläfert werden muss. Tony verdächtigt Ralph, dass er das Feuer gelegt hat, um die Versicherungssumme einzukassieren. Die beiden geraten in einen Kampf, bei dem Ralph getötet wird. Zusammen mit Christopher beseitigt Tony Ralphs Leiche heimlich.
Nachdem Bobby Baccalieris Frau bei einem Autounfall gestorben ist, beginnt Janice mit Bobby eine Beziehung.
Der Bruder der Hostess Elodi will sich von Artie Bucco Geld für ein geschäftliches Unterfangen im Ausland leihen. Das Geld bekommt Artie von Tony, aber das Geschäft scheint geplatzt. Artie will sich das Leben nehmen, kann aber gerettet werden.
Adriana freundet sich mit einer Frau namens Danielle an, welche insgeheim eine FBI-Agentin ist. Nachdem Adriana ihre Freundschaft beendet hat, wird sie, anstatt wegen Drogenhandel angeklagt zu werden, unfreiwillig zur Informantin des FBI. Sie glaubt, dass sie nach einer Heirat von Gesetzes wegen nicht zur Aussage gegen ihren Ehemann gezwungen werden kann, was sich jedoch nicht unbedingt als richtig erweist. Christophers Drogensucht verschlimmert sich, worauf seine Freunde ihn dazu bewegen, noch vor der Hochzeit mit Adriana eine Entzugstherapie zu machen.
Junior kommt vor ein Gericht (RICO-Prozess), wo ihm eine lebenslange Gefängnisstrafe droht. Beim Verlassen des Gerichtsgebäudes stürzt Junior die Treppe hinunter, nachdem er von einem Mikrofon am Kopf berührt worden ist. Er wird umgehend in ein Krankenhaus gebracht. Juniors Anwalt entwickelt eine Strategie, Junior als unzurechnungsfähig zu erklären, was jedoch der Richter zu durchschauen scheint. Nachdem einer der Geschworenen unter Druck gesetzt worden ist, endet der Prozess ohne Ergebnis und Junior kommt frei.
Paulie war für vier Monate inhaftiert. Nach seiner Freilassungsfeier gibt Brian Cammarata für Tony und Ralph einige Tipps zu einer Investitionsidee, wobei sie mit staatlich subventionierten Wohnhäusern Profit machen können. Tony rekrutiert unter anderem die Hilfe des Abgeordneten Ron Zellman. Später schlägt Tony den Abgeordneten, als er erfährt, dass er sich mit seiner ehemaligen Geliebten Irina eingelassen hat.
Es kommt zunächst zu Uneinigkeiten über die Beteiligungen zwischen Tony, Johnny Sack und dem New Yorker Boss Carmine Lupertazzi an den Gewinnen durch die Newark-Riverfront-Esplanade-Baustelle. Tony wird von Johnny Sack gebeten, Carmine umzubringen, was Tony jedoch ablehnt. Tony besucht Carmines Sohn in Miami. Erst später können für beide Seiten akzeptable Konditionen beschlossen werden.
Paulie versucht seine Mutter Nucci ins Altersheim und die soziale Welt von Green Grove zu integrieren. Er scheint später Anschluss bei Carmine zu suchen, doch dieser erkennt Paulie nicht einmal wieder.
Tony weigert sich, in einen Aktiendeal von Carmelas Cousin zu investieren. Später weigert er sich auch, seine Unterschrift unter Papiere zu setzen, die Carmela bei seinem Ableben entschädigen könnten. Wegen dieser finanziellen Uneinigkeiten und Tonys Seitensprüngen kommt es zwischen Carmela und Tony zu Spannungen, worauf Carmela sich in Furio verliebt.
Gloria Trillo, die attraktive Autoverkäuferin aus Staffel 3, hat sich währenddessen das Leben genommen. Furio, der auch starke Gefühle für Carmela empfindet, kehrt unangekündigt nach Italien zurück, da er sich vor den Konsequenzen einer Beziehung mit Carmela fürchtet und sich zu einem Mord an Tony nicht traut. Tony will für die Familie ein Haus am Strand anschaffen. Nachdem Tonys ehemalige Geliebte Irina betrunken bei Carmela angerufen und Details über ihre Beziehung ausgeplaudert hat, scheint die Ehe zerstört zu sein. Tony will die wöchentlichen Sitzungen bei Dr. Melfi beenden, scheint aber am Ende der Staffel seine Therapie erneut aufnehmen zu wollen.

### Staffel 5
Bobby Bacala Jr. heiratet Tonys Schwester Janice. Der Senior Angelo Garepe, Phil Leotardo, Feech La Manna und Tonys Cousin Tony Blundetto werden aus der Haft entlassen. Carmine erleidet einen Schlaganfall. Jack Massarone wird verwanzt und soll in einem Restaurant Details über laufende Geschäfte aus Tony Soprano herausbekommen. Der aus der Haft entlassene Feech La Manna sorgt für einige Probleme und verfeindet sich mit Paulie. Lorraine Calluzzo und ihre rechte Hand Jason Evanima werden später ermordet.
Christopher Moltisanti, der gerade sein Zwölf-Schritte-Programm macht, bekommt Ärger mit dem Fernsehautor J.T., einem Bekannten aus dem Entzugsprogramm. Dieser häuft durch eine Pokerrunde knapp 60.000 Dollar Schulden an, die Christopher ihm vorschießt. J.T. nimmt später wieder Heroin zu sich. Tony und Adriana kommen sich immer näher, weswegen Tony auch Rat bei Dr. Melfi sucht. Während Christopher in geschäftlicher Mission zeitweise die Stadt verlässt, haben Tony und Adriana einen Unfall auf einer verlassenen Landstraße. Es wird das Gerücht verbreitet, Adriana hätte Tony oral befriedigt. Christopher erfährt davon und taucht betrunken und bewaffnet im Bada Bing auf.
Der aus der Haft entlassene Tony Blundetto strebt ein ehrliches Leben an und nimmt einen Job in einer Textilreinigung an. Er macht ein Examen zum Heilmasseur. Sein asiatischer Arbeitgeber will als Hauptinvestor einsteigen, worauf dieser von Blundetto geschlagen wird. Später findet Blundetto auf der Straße eine Tasche voller Geld. Blundetto wird von Angelo Garepe freiberuflich angeheuert, Joseph Peparelli zu töten, wodurch er sich viele Feinde macht. Auch die Geschäftsbeziehungen zwischen Tony und Johnny Sack sind davon betroffen. Schweren Herzens tötet Tony später seinen Cousin Blundetto.
Adriana, die Freundin von Christopher, gesteht ihm, dass sie dem FBI Informationen über die kriminellen Machenschaften von Tony Sopranos Crew geliefert hat. Sie versucht Christopher davon zu überzeugen, am Zeugenschutzprogramm teilzunehmen. In Absprache mit Tony und Christopher wird sie von Silvio „Sil“ erschossen und ihre Leiche beseitigt.
Tony und Carmela leben am Anfang der Staffel getrennt. Anthony Juniors Leistungen in der Schule sind alarmierend abgefallen. Trotz der ausdrücklichen Missbilligung ihres Pfarrers beginnt Carmela mit A.J.s Lehrer eine Affäre. Hugh, Carmelas Vater, besteht zur Feier seines 75. Geburtstages darauf, dass auch Tony eingeladen wird. Tony und Carmela kommen sich, nachdem sie Marco Polo gespielt haben, im Swimmingpool wieder näher, jedoch will Carmela sich am Tag darauf dennoch scheiden lassen. Es lässt sich jedoch kein Anwalt finden, der sie vertreten kann, da Tony dies bereits verhindert hat. Tonys Tochter Meadow bekommt einen Heiratsantrag von ihrem Freund Finn. Janice wird während eines Fußballspiels ihrer Stieftochter handgreiflich. Bobby zwingt sie später dazu, ein Wut-Seminar zu besuchen. Am Ende der Staffel versöhnen sich Carmela und Tony wieder.
Die Staffel endet mit der Verhaftung von Johnny Sack durch das FBI. Der im Garten von Sack anwesende Tony kann entkommen und läuft durch tiefen Schnee zu Fuß nach Hause.

### Staffel 6
Zu Beginn der Staffel wird Tony Soprano vom geistig verwirrten Onkel Junior angeschossen und dabei lebensgefährlich verletzt. Der New Yorker Mafiaboss Johnny „Sack“ Sacramoni sitzt im Gefängnis.
Im Koma träumt Tony von einer Geschäftsreise als Vertreter. Zu dieser Zeit ist Silvio sein Stellvertreter. Christopher Moltisanti hat eine neue Freundin, die schwanger ist. Er versucht wieder ins Filmgeschäft einzusteigen.
Jason Barone hat nach dem Tod seines Vaters eine Entscheidung über die Zukunft von „Barone Sanitation“ zu treffen, jedoch kennt er die Abläufe der Geschäfte nicht und versteht nicht, warum Tony auf der Gehaltsliste an zweiter Stelle steht.

Johnny Sack bekommt für die Hochzeit seiner Tochter Hafturlaub. Tony engagiert einen neuen Leibwächter. Durch Johnny Sacks Haft werden die Beziehungen zwischen den Familien aus New York und New Jersey noch stärker auf die Probe gestellt.

Nachdem Vito Spatafores Homosexualität innerhalb der Mafia bekannt geworden ist, flieht er. Tony soll währenddessen Rusty erledigen und dafür Unterstützung aus Italien bekommen.
Arties Lokal bekommt Konkurrenz und unangenehme Besuche. Chris trifft sich in Los Angeles mit Ben Kingsley, um ihn für seinen Film zu gewinnen. Jedoch begeht Chris auch in LA einige Straftaten.
Vito lernt den „Johnny-Cakes“-Bäcker Jim kennen, mit dem er zusammenzieht. Unterdessen fällt das Gericht in New York das Urteil über Johnny Sack. Carmela reist mit Rosalie nach Paris. Vito bittet währenddessen Tony um Erlaubnis, sich in Atlantic City niederzulassen, wird jedoch wenig später von Phil Leotardo ermordet. Das Verhältnis zwischen Chris und Pauli wird immer gespannter und Chris verfällt erneut den Drogen und dem Alkohol. Tony und Chris interessieren sich zeitgleich für die gleiche Frau, Julianna. Nach einem Gespräch in New York haben Chris und Tony einen schweren Autounfall. Da Chris am Steuer sitzt, bittet er Tony, ihn aus dem Wagen zu ziehen, weil er nicht durch den Drogentest kommen und seinen Führerschein verlieren würde. Tony humpelt mit einer bösen Knieverletzung zur Fahrerseite. Dort schlägt er das Seitenfenster ein und versucht zunächst, dem verletzten Chris zu helfen. Als er gerade im Begriff ist, den Notruf zu wählen, überlegt er es sich anders und hält Chris die Nase zu, so dass dieser am eigenen Blut erstickt. Bei einer späteren Obduktion bestätigt sich, dass Chris Kokain im Blut hatte und wohl deshalb von der Straße abkam.
A.J. lernt in seinem Job eine Frau kennen, mit der er zusammenkommt. Carmela glaubt immer mehr daran, dass Adriana nicht vermisst, sondern tot sei. Die Beziehung zwischen A.J. und Blanca Selgado hält nicht sehr lange und nach der Trennung versucht sich A.J. umzubringen, was aber misslingt. Er wird von Tony gerettet und in einer Anstalt untergebracht. Dr. Melfi bricht die Behandlung von Tony ab, da er laut Studien nicht geheilt, sondern nur noch weiter zu Straftaten ermutigt werden kann.
Bei Johnny Sack wird Lungenkrebs diagnostiziert. Kurze Zeit später stirbt er daran und Phil Leotardo übernimmt die New Yorker Familie. Er zettelt einen Krieg zwischen den Familien an, dem Bobby „Bacala“ Baccalieri zum Opfer fällt. Bei einem Schusswechsel wird Silvio Dante schwer verletzt. Ein Attentat auf Phil Leotardo scheitert. Phil versteckt sich und gibt nur noch telefonische Weisungen. Tony und die Familie tauchen unter. Little Carmine, Tony und der Rest der New Yorker Familie treffen sich und beschließen Frieden, jedoch muss Phil entfernt werden. Phil wird schließlich entdeckt und erschossen.
Die Serie schließt mit einem überraschenden Ende: Die letzte Szene spielt in einem Restaurant, bei dem Tony mit seiner Familie zu Abend isst, während im Hintergrund das Lied Don’t Stop Believin’ von Journey zu hören ist. Nachdem zuerst seine Frau, dann sein Sohn eingetroffen sind, wird gezeigt, wie seine Tochter Probleme beim Einfahren in eine Parklücke hat. Mehrere unbekannte Männer betreten nach und nach das Lokal. Zuletzt steuert Meadow auf die Tür des Lokals zu. Als man die Türglocke hört, blickt Tony Soprano auf und müsste Meadow sehen. Man sieht und hört jedoch nichts mehr. Das Bild bleibt schwarz und die Musik stoppt abrupt. Nach einer Weile beginnt der Abspann. Dieses vermeintlich offene Ende wird von den Fans der Serie bis heute kontrovers diskutiert. (Siehe hierzu auch Die Sopranos schlagen zurück – Interpretation der finalen Szene.)

## Figuren
In den Figuren der Sopranos spiegelt sich ein Patchwork von Perspektiven wider, an die die Zuschauer andocken können. So vertritt zum Beispiel Carmela Soprano „die Zuschauerfrage nach der Liebe“ oder Christopher jene nach Macht, Respekt und Hierarchie. Beide Figuren verkörpern traditionelle Zuschauerperspektiven; anders ist es mit der Figur von Dr. Jennifer Melfi. Ebenso wie der „gebildete“ Zuschauer geht sie rational und distanziert an die Erzählung heran und identifiziert sich nicht mit den Figuren. Ab der zweiten Staffel aber gerät ihre Haltung deutlich außer Tritt, als das Interesse für die von Tony Soprano erzählten Geschichten über das professionelle Interesse hinausgeht. Ihre Figur ist plötzlich mit demselben Widerspruch aufgeladen, dem der gebildete Zuschauer unterliegt, der die Serie en bloc als Staffel sieht und in den Konflikt zwischen ironischer Distanz und der Sucht nach der nächsten Folge gerät.

### Anthony „Tony“ Soprano
ist zu Beginn der Serie mächtiger Caporegime der kriminellen Organisation in New Jersey, der DiMeo-Familie. Nach Jackie Apriles Krebstod überlässt er formal seinem Onkel (Uncle June) die Führung der Familie, übt aber zunehmend de facto die Macht aus. Kurz nach der Machtübernahme durch Uncle June wird dieser unter Hausarrest gestellt und Tony wird neuer Boss. Er ist verheiratet mit Carmela Soprano (geb. DeAngelis), mit der er zwei Kinder – Meadow und Anthony Jr., genannt AJ – hat. Seine „beruflichen“ wie privaten Probleme schlagen sich in Panikattacken nieder, aufgrund derer er die Hilfe der Therapeutin Dr. Jennifer Melfi in Anspruch nimmt.

### Carmela Soprano (geb. DeAngelis)

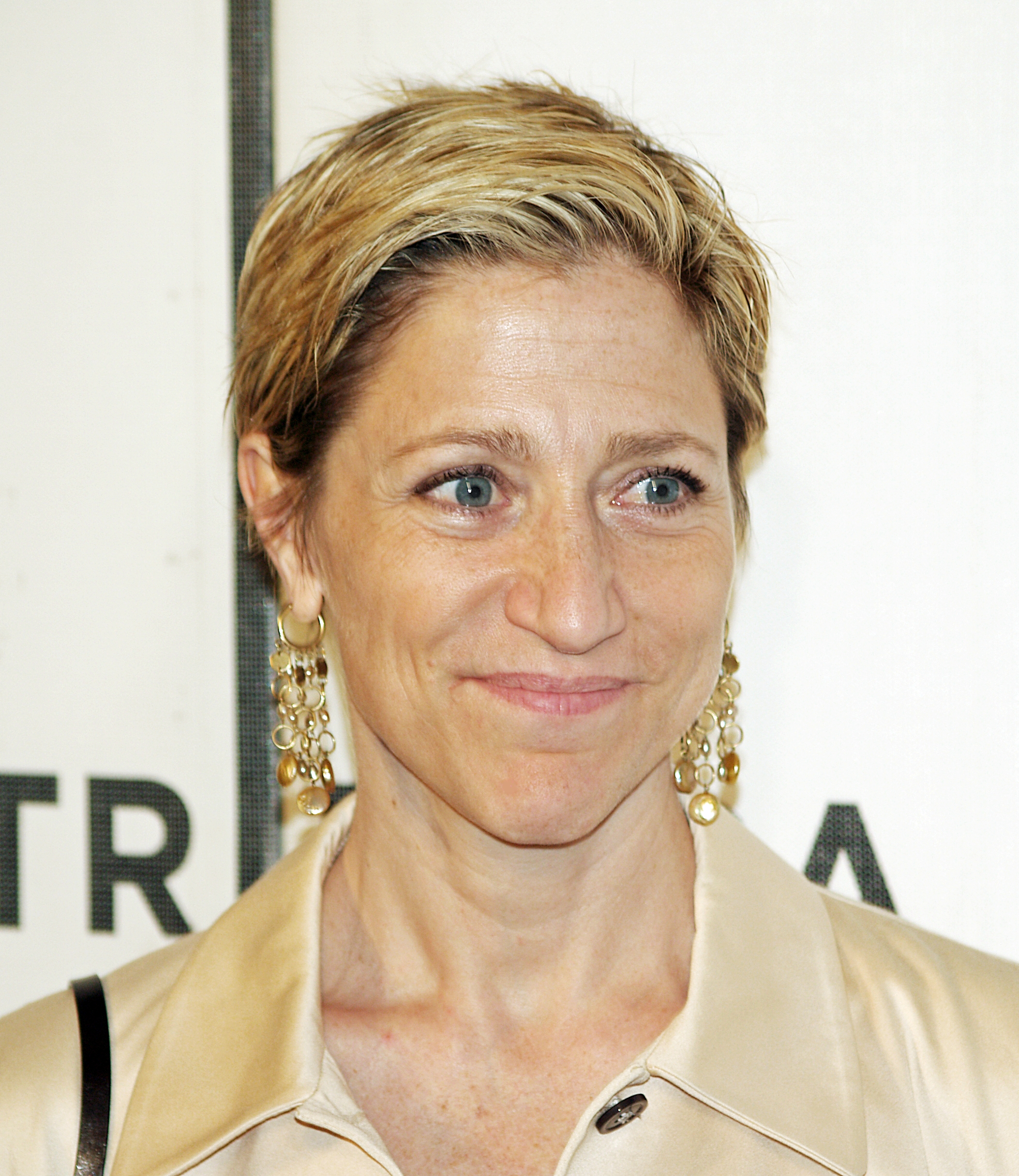
Edie Falco spielt die Rolle der Carmela Soprano

ist  Tonys langjährige Ehefrau, Hausfrau und Mutter. Sie weiß zwar, was ihr Mann tut, ist aber nie konkret informiert. Sie ist gläubige Katholikin, eher traditionell und durchaus romantisch. Trotzdem weiß sie von Tonys außerehelichen Liebesaffären und toleriert sie. Ihr Charakter wandelt sich im Laufe der Serie hin zu einer selbstbestimmten Persönlichkeit, zeitweilig trennt sie sich von Tony.

### Meadow Soprano
ist die Tochter von Tony und Carmela. Die Beziehung zu ihren Eltern ist zwiegespalten: Einerseits liebt und respektiert sie sie, andererseits kommt sie mit dem traditionell geprägten Lebensstil nicht zurecht. Sie weiß, was ihr Vater tut und verurteilt ihn zunächst dafür. Meadow selbst möchte Karriere machen und beginnt ein Studium in New York City. Zu dieser Zeit ist sie kurz mit Jackie Aprile Jr. liiert, der später erschossen wird. Später engagiert sie sich ehrenamtlich in einer Rechtsberatung für Bedürftige, schwankt aber in ihrem Berufswunsch noch zwischen Ärztin und Anwältin. Gegen Ende der Serie geht sie eine Beziehung mit Patrick, Patsy Parisis Sohn, ein. Es deutet sich an, dass sie die Mafia akzeptiert hat und sie ihren Eltern keine moralischen Vorwürfe mehr macht.

### Anthony Soprano Jr. („A.J.“)
ist  der einzige Sohn von Tony und Carmela. Anthony ist kein guter Schüler, ist nicht zu motivieren, antriebslos und faul. Er verlässt das College frühzeitig, macht keine Berufsausbildung und genießt stattdessen das New Yorker Partyleben mit seinen Freunden. Tony glaubt, für seinen Sohn komme keine Mafia-Karriere in Frage, versucht ihn aber trotzdem zu einem Mann zu erziehen. Später geht er eine Beziehung mit der älteren Latina Blanca Selgado ein, nachdem diese sich aber von ihm getrennt hat, fällt er in ein tiefes psychisches Loch und wird depressiv. Diese Krise findet ihren Höhepunkt in einem Suizidversuch. Er wird von Tony gerettet.

### Janice Soprano, später Baccalieri („Parvati“)
ist  Tonys ältere Schwester, die nach Streitigkeiten mit ihren Eltern früh von zu Hause fortging. Zu Beginn der Serie kehrt sie nach New Jersey zurück und hat esoterische Tendenzen („Parvati“). Janice erweist sich häufig als habgierig, intrigant und berechnend, mit einem Hang zur Theatralik. Sie hat mehrere Beziehungen zu Mafiosi: Eine kurze Verlobungszeit mit Richie Aprile endet unglücklich, als sie ihn nach einem Streit erschießt. Tony beseitigt die Leiche. Mit Ralph Cifaretto hat sie ebenfalls eine kurze Liebschaft. Später heiratet sie den verwitweten Bobby Baccalieri, wird Stiefmutter dessen Kinder und hat mit ihm die gemeinsame Tochter Nica. Durch ihre Verwandtschaft zu Tony erhofft sie sich berufliche Chancen für ihren Mann und drängt diesen zu mehr Ehrgeiz. Am Serienende wird Bobby von der Leotardo-Crew erschossen und Janice bleibt als Witwe zurück.

### Livia Soprano
ist Tonys Mutter und immer wieder Grund für Tonys Panikattacken. Sie weigert sich zunächst beharrlich, in ein Altersheim zu gehen, lässt sich aber schließlich von Tony überreden. Sie pflegt eine gute Beziehung zu Corrado Soprano und schafft es immer wieder, diesen von der angeblichen Schwäche Tonys zu überzeugen. Sie und ihr Verhalten sind regelmäßiger Gegenstand bei Tonys Sitzungen bei der Psychiaterin. Auch nach ihrem Tod ist sie immer wieder ein präsentes Thema. Hintergrund des frühen Ausscheidens aus der Serie war der Tod der Darstellerin im Jahre 2000.

### Corrado Soprano Jr. („Onkel Junior“, „Junior“, „Uncle June“)
ist der ältere Bruder von Tonys Vater Johnny Boy. Er ist ein Mafioso vom alten Schlag, der über die modernen Zeiten klagt. Nach dem Tod seines Bruders nahm er sich seines Neffen an und verhalf diesem zu seiner Karriere in der DiMeo-Familie. Nach Jackie Apriles Krebstod übernimmt er die Leitung der Familie und wird neuer Boss. Tony lässt ihm den Vortritt, zumal er selbst hinter den Kulissen die Geschäfte im Griff und das Sagen hat. Als Junior in einem langwierigen Prozess angeklagt und unter Hausarrest gestellt wird, übernimmt Tony seine Pflichten gänzlich und wird auch nominell zum Boss der Familie. Im Verlauf der Serie verfällt Junior geistig zunehmend und wird aufgrund seines Zustands in eine Psychiatrie eingewiesen.

### Dr. Jennifer Melfi
ist die Psychiaterin von Tony Soprano. Aus einer normalen Übertragung entwickelt sich ab der zweiten Staffel ein zunehmend ambivalentes Verhältnis zwischen ihr und ihrem Patienten.

### Christopher Moltisanti
ist  Tony Sopranos Cousin zweiten Grades und steigt im Verlauf der Serie vom einfachen Soldaten zum Capo auf. Sein Vater, Dickie Moltisanti, war zu Lebzeiten eine Art Mentor für Tony, weshalb dieser sich nach Dickies Tod des jungen Christopher annahm, und zwischen beiden entwickelte sich eine Vater-Sohn-Beziehung. Zu Beginn der Serie beklagt Christopher sich darüber, dass er trotz seiner Loyalität und Anstrengungen nicht „befördert“ wird. Dann steigt er jedoch rasch in der Familienhierarchie zum Capo auf, was er nicht zuletzt Tonys Großzügigkeit zu verdanken hat. Tony setzt sein volles Vertrauen in Chris und baut ihn zu seinem Nachfolger auf, allerdings macht Chris immer wieder Fehler, die seinen Boss in Probleme bringen. Insbesondere seine Heroinsucht, die er mit wechselndem Erfolg bekämpft, erzeugt zunehmend Spannungen zu Tony und seiner Verlobten Adriana. Diese verrät er, als sie ihm beichtet für das FBI zu arbeiten und heiratet nach ihrer Ermordung Kelli Lombardo, obwohl sein Herz noch immer an Adriana hängt. Später dreht er den Mafiafilm „Cleaver“ und hofft auf den großen Durchbruch als Drehbuchautor. Als Christopher infolge seiner Drogensucht zusammen mit Tony einen Autounfall verursacht, hat Tony genug und erstickt ihn.

### Salvatore Bonpensiero („Big Pussy“)
ist  ein enger Freund von Tony und angesehenes Mitglied der DiMeo-Familie. Big Pussy ist Besitzer einer Autowerkstatt und wickelt hier die meisten seiner Geschäfte ab. Weil er bei einem Drogendeal festgenommen wird, drohen ihm 30 Jahre Haft. Er arbeitet daraufhin als Informant für das FBI.
Nach einem Traum Tonys, dass Pussy ein Verräter ist, durchsucht er heimlich dessen Haus. Als er Wanzen findet, stellt er Pussy auf einem „spontanen“ Ausflug auf einer Yacht zur Rede. Pussy gesteht. Er wird von Tony, Paulie und Silvio erschossen, seine Leiche im Meer versenkt. Gelegentlich taucht er in Tonys Träumen wieder auf.

### Silvio Manfred Dante („Sil“)
ist Tonys Consigliere und rechte Hand. Die beiden kennen sich schon sehr lange und wurden einst gemeinsam in die Familie aufgenommen. Silvio ist Eigentümer des Stripclubs „Bada-Bing“, eines beliebten Treffpunkts der Crew, dessen Hinterräume er und Tony auch als Büro nutzen. Während der ganzen Serie gibt es kaum Konfliktpotential mit Tony, Sil ist ein stets loyaler und verlässlicher Ratgeber seines Bosses. Als Tony im Koma liegt, übernimmt er übergangsweise die Leitung der Geschäfte, kommt jedoch mit dem Druck nicht zurecht. Er ist mit Gabriella Dante verheiratet und hat mit ihr die gemeinsame Tochter Heather. In der vorletzten Folge der Serie wird Sil von der Leotardo-Crew angeschossen und fällt ins Koma, sein Schicksal bleibt unklar.

### Peter Paul Gualtieri („Paulie Walnuts“)
ist  ein langjähriges und von allen Seiten respektiertes Mitglied der DiMeo-Familie. Der eingefleischte Junggeselle war einst der Leibwächter von Tonys Vater und steigt im Verlauf der Serie selbst zum Capo auf. Er kennt Tony schon seit dessen Kindertagen. Paulies Temperament verleitet ihn häufig zu unüberlegten Handlungen, welche mitunter zu großen Problemen für die Familie führen können. Er bewundert und verehrt Tony als Boss, stellt dessen Geduld durch seine zuweilen schrullige Art jedoch auf so manche Probe. Paulie intrigiert gegen Ralph Cifaretto und lässt nach einer Enttäuschung gegenüber Johnny Sack einmal verlauten, dass er sich durchaus vorstellen könne, die Familie zu übernehmen (was Tonys Beseitigung miteinschließt). Das angespannte Verhältnis zu Christopher Moltisanti zieht sich durch die Serie, und gegen Ende eskaliert dieser Streit, findet jedoch dadurch ein Ende, dass Tony Christopher aus anderen Gründen ermordet.

### Richie Aprile
ist Jackie Apriles Bruder und wird zu Beginn der zweiten Staffel aus der Haft entlassen. Richie ist ein Gangster der alten Sorte und hat sich an die Omertà gehalten, wodurch er etliche Jahre im Gefängnis absitzen musste. Nach seiner Entlassung will er sofort wieder ins Geschäft einsteigen und fordert von der Familie sein „Stück vom Kuchen“. Diese hat jedoch bereits alle Pfründen verteilt und begegnet ihm eher feindselig. Richie kann zu Tony kein gutes Verhältnis aufbauen, was sich auch nach seiner Verlobung mit Janice Soprano nicht bessert. Auch mit Christopher Moltisanti gibt es Reibungspunkte, obwohl dieser mit seiner Nichte Adriana La Cerva liiert ist. Bald denkt Richie sogar über die Beseitigung Tonys nach. Nach einem heftigen Streit mit Janice, in dessen Verlauf er diese schlägt, wird er von ihr erschossen. Tony beseitigt seine Leiche und erzählt der Familie, Richie sei im Zeugenschutzprogramm untergetaucht.

### Bobby Baccalieri („Bacala“)
ist Angehöriger von Junior Sopranos Crew und dessen Adjutant. Der übergewichtige Bacala ist zunächst eher schüchtern und zurückhaltend, ein eher untypischer Mafioso. Während des Machtkampfes Tonys mit seinem Onkel wird er von Tony als Gegner wahrgenommen. Nachdem Junior Soprano seine Macht nach und nach verloren hat, verbessert sich das Verhältnis zu Tony. Bacala ist ein Familienmensch, der seine Frau und beide Kinder liebt. Nach dem Unfalltod seiner Ehefrau Karen heiratet er Janice Soprano und wird damit Tonys Schwager. Janice erhofft sich durch die Ehe einen beruflichen Aufstieg für ihren Mann, der Capo und später amtierender Underboss der DiMeos wird. Infolge des Krieges mit der Leotardo-Crew wird er erschossen. Butch sichert Tony später zu, eine Entschädigung für die Erschießung Bobbys zu zahlen.

### Adriana La Cerva
ist die langjährige Freundin und spätere Verlobte von Christopher Moltisanti. Sie ist Richie Apriles Nichte. Adriana ist der Traum eines jeden Mafioso: Sie sieht sehr gut aus, stellt keine Fragen und lässt sich problemlos mit Luxusgeschenken bei Laune halten, sie liebt ihren Verlobten abgöttisch und steht sogar trotz dessen Gewaltausbrüchen und Drogensucht zu ihm. Im Verlauf der Serie eröffnet sie einen Club, in welchem sich die Crew zunehmend trifft. Das FBI schleust eine verdeckte Ermittlerin in Adrianas Nähe und zwingt sie, Informationen gegen Tony Soprano zu sammeln. Als sie Christopher gesteht, für das FBI zu arbeiten, wird sie von ihm an Tony verraten. Adriana wird von Silvio Dante ermordet und ihre Leiche verschwindet.

### Nebenfiguren
Furio Giuntaist ein italienischer Gangster, der für Tony Soprano arbeitet. Er wird von Tony wegen seiner Härte geschätzt. Als sich Furio und Carmela ineinander verlieben, flieht Furio aus den USA, um nicht sein und Carmelas Leben zu gefährden. Er wird in 32 Episoden (2000–2004) gespielt von Federico Castelluccio.
Artie Buccoist Besitzer eines Restaurants und Jugendfreund von Tony Soprano. Er ist nicht in Mafia-Geschäfte involviert. Seine Dummheit bringt ihn oft in lebensgefährliche Situationen, aus denen ihm Tony immer wieder heraushilft. Er wird in 39 Episoden (1999–2007) gespielt von John Ventimiglia.
Ralph Cifarettoist ein schlauer und ausgezeichneter Verdiener der DiMeo Familie, aber auch anfällig für plötzliche Ausbrüche von Gewalt, dies meist ohne Grund und zu ungünstigsten Zeitpunkten. Er ist kurzzeitig mit Rosalie Aprile liiert, verlässt diese aber wegen Janice. Auch diese Beziehung endet jäh. Er wird von Tony infolge einer Auseinandersetzung um Ralphs Pferd Pie-O-My ermordet und von Tony und Christopher beseitigt. Er wird in 25 Episoden (2000–2004) gespielt von Joe Pantoliano.
Eugene PontecorvoSeine Aufträge umfassen den Betrieb eines Poker-Spiels, ein Sportwetten-Büro und ein „No Work“-Job an der Esplanade Baustelle. Er wird zusammen mit Christopher zum Mafia-Mitglied ernannt. Er spielt in der Serie eher eine untergeordnete Rolle. Als er viel Geld erbt, und aus dem Mafia-Leben aussteigen will, verbietet ihm Tony dies. Aus Verzweiflung erhängt er sich. Er wird in 26 Episoden (2001–2006) gespielt von Robert Funaro.
Charmaine Buccoist die Ehefrau von Artie Bucco und eine Jugendfreundin von Carmela und Tony Soprano. Mit Tony hatte sie früher eine Affäre. Sie führt eine unglückliche Ehe mit Artie. Sie wird in 20 Episoden (1999–2007) gespielt von Kathrine Narducci.
John „Johnny Sack“ Sacramoniwar der langjährige Unterboss und spätere Chef der mächtigen Lupertazzi-Familie aus Brooklyn. Das Verhältnis zu Tony ist ambivalent: Einerseits mögen und respektieren sich beide, andererseits steht ihnen das Geschäft oft im Weg, was beide rücksichtslos durchzusetzen versuchen. Tony und Carmine debattieren zwischenzeitlich über die Ermordung Johns, blasen diese Aktion aber im letzten Augenblick ab. Kurz nach seiner Ernennung zum Don stirbt er im Gefängniskrankenhaus an Lungenkrebs, was ein Machtvakuum in der Familie hinterlässt. Er wird in 24 Episoden (1999–2007) gespielt von Vincent Curatola.
Tony Blundettoist der Cousin von Tony Soprano, der zu Beginn der fünften Staffel der Serie aus dem Gefängnis entlassen wird. Tony Blundetto erscheint zunächst als eine ruhige Seele, die nichts mehr mit Kriminalität zu tun haben möchte und sich ein normales Leben aufbauen möchte. Als diese Pläne erfolglos bleiben, ermöglicht Tony Soprano, der ihn wie einen Bruder liebt, den Wiedereinstieg in das lukrative Unterweltgeschäft. Christopher nimmt ihn als Konkurrenten wahr und hasst ihn. Nachdem Blundetto Phil Leotardos Bruder ermordet hat und Tony Soprano von Leotardo unter Druck gesetzt worden ist, erschießt Soprano ihn mit einer Schrotflinte. Blundetto taucht später wieder in Träumen Tonys auf. Er wird in 16 Episoden (2002–2006) gespielt von Steve Buscemi.
Phil Leotardowar ursprünglich ein Captain in der Lupertazzi-Familie, und saß eine langjährige Haftstrafe ab. Nach dem Tod des ursprünglichen Bosses, Carmine Lupertazzi Senior, der Inhaftierung und des Todes dessen Nachfolgers, Johnny Sacramoni, und einem kurzen Machtkampf mit Möchtegern-Chef Faustino „Doc“ Santoro wurde Phil der Boss der Familie. Nachdem Blundetto Phil Leotardos Bruder ermordet hat, empfindet er Hass und Verachtung für die Soprano-Familie. Phil akzeptiert Tony nicht als gleichberechtigten Don und beginnt gegen Ende der Serie einen Krieg gegen dessen Bande. Mithilfe eines FBI-Agenten erfährt Tony Phils Aufenthalt und lässt diesen umbringen. Er wird in 31 Episoden (2004–2007) gespielt von Frank Vincent.
Patsy Parisiist der Buchhalter der Soprano-Crew. Er wird in 47 Episoden (2000–2007) gespielt von Dan Grimaldi. Tony hat seinen Zwillingsbruder ermorden lassen. Bis zum Ende der Serie wird nicht deutlich, ob Patsy die Wahrheit über diesen Mord kennt. Am Ende der Serie beginnt Meadow eine Beziehung zu dessen Sohn.
Vito Spataforeist ein verheiratetes Mafiamitglied, welches seine Homosexualität verheimlicht. In den späteren Folgen wird die Homosexualität verfeindeten Mafiamitgliedern bekannt und Vito Spatafore wird von der Familie geächtet und von Leotardo umgebracht. Sein Sohn verfällt daraufhin in eine tiefe Depression. Er wird in 41 Episoden (1999–2006) gespielt von Joseph R. Gannascoli.
Angie Bonpensieroist die letzte Frau von Salvatore „Big Pussy“ Bonpensiero. Nachdem er ihren Mann ermordet hat, kümmert sich Tony finanziell um sie. Sie wird in 12 Episoden (2000–2006) gespielt von Toni Kalem.
Carmine Lupertazziist Boss der Lupertazzi-Familie, einer der Fünf New Yorker Familien. Seine Geschäfte sind eng mit denen der DiMeo-Familie verquickt. Er ist ein besonnener Don der alten Schule: Diplomatisch und vermittelnd, aber auch verbissen, und stets um Machterweiterung bemüht. Zwischenzeitlich erwägt er, sowohl Tony als auch seinen eigenen Untergebenen Johnny „Sack“ beseitigen zu lassen. Nach seinem Tod hinterlässt er ein Machtvakuum. Er wird zwischen der dritten Staffel (ab Episode 3) und der fünften Staffel (bis Episode 11) gespielt von Tony Lip.
Carmine Lupertazzi, Jr.ist ein Capo und der Sohn von Carmine Lupertazzi. Seine Führungsschwäche nach dem Tode des Vaters führt zu einem blutigen familieninternen Machtkampf. Er wird in 17 Episoden (2002–2007) gespielt von Ray Abruzzo.
Rosalie Aprileist die Witwe von Jackie Aprile, Sr. und die Mutter von Jackie Jr. und Kelli. Sie ist gut mit Carmela Soprano und Gabriella Dante befreundet. Sie war kurzzeitig mit Ralph Cifaretto zusammen. Sie wird in 38 Episoden (1999–2007) gespielt von Sharon Angela.
Butch DeConciniist ein hochrangiges Mitglied der Lupertazzi-Familie. Er erscheint zuerst als Capo und wird später zum Underboss befördert. Um den Krieg gegen die Soprano-Familie gegen Ende der Serie zu beenden, verrät er Leotardo an die Sopranos. Es deutet einiges hin, dass er der neue Boss der Familie werden wird. Er wird in 9 Episoden (2006–2007) gespielt von Greg Antonacci.
Benny Fazioist ein Verbündeter von Christopher Moltisanti. Zunächst arbeitet er mit Christopher unter Paulie Gualtieri für die Soprano-Familie. Als Christopher befördert wird, arbeitet Benny wieder für ihn. Er wird in 29 Episoden (2001–2007) gespielt von Max Casella.
„Little“ Paulie Germanivon ihm wird zunächst angenommen, er sei der Neffe und die rechte Hand von Paulie Gualtieri. Später stellt sich heraus, dass er tatsächlich ein Cousin ersten Grades ist. Er wird in 25 Episoden (2001–2007) gespielt von Carl Capotorto.
Carlo Gervasiist ein ehemaliger Capo der Soprano-Familie. Am Ende der Serie stellt sich heraus, dass er FBI-Informant werden wird, weil das FBI eine Anklage gegen seinen Sohn vorbereitet. Er wird in 29 Episoden (2002–2007) gespielt von Arthur J. Nascarella.
Gabriella Danteist die Ehefrau des langjährigen Soprano-Familien-Mitgliedes Consigliere Silvio „Sil“ Manfred Dante. Sie wird in 28 Episoden (2000–2007) gespielt von Maureen Van Zandt.

### Wiederkehrende Figuren
In der Serie sind außerdem die folgenden wiederkehrenden Figuren zu sehen:
| Rollenname                        | Schauspieler      | Synchronsprecher      | Staffel |
| --------------------------------- | ----------------- | --------------------- | ------- |
| Herman „Hesh“ Rabkin              | Jerry Adler       | Lothar Grützner       | 1–6     |
| Dick Barone                       | Joe Lisi          |                       | 1       |
| Pater Phil Intintola              | Paul Schulze      | Robin Brosch          | 1, 3–6  |
| Detective Vin Makazian            | John Heard        | Andreas von der Meden | 1, 5    |
| Harold 'Mel' Melvoin, Anwalt      | Richard Portnow   | Bernd Stephan         | 1–5     |
| Agent Dwight Harris               | Matt Servitto     | Erik Schäffler        | 1–6     |
| Hugh DeAngelis                    | Tom Aldredge      | Wolf Rahtjen          | 1–6     |
| Mary DeAngelis                    | Suzanne Shepherd  | Ursula Vogel          | 1–6     |
| Dr. Elliot Kupferberg, Psychiater | Peter Bogdanovich | Volkert Kraeft        | 2–6     |
| Jackie Aprile, Jr.                | Jason Cerbone     | Sascha Draeger        | 2–3     |
| Gloria Trillo                     | Annabella Sciorra | Eva Kryll             | 3–5     |
| Feech La Manna                    | Robert Loggia     |                       | 5       |
| Kelli Lombardo Moltisanti         | Cara Buono        |                       | 6       |
| Junger Corrado „Junior“ Soprano   | Rocco Sisto       |                       | 1, 3, 6 |

## Synchronisation
Die deutsche Synchronisation entstand nach einem Dialogbuch von Jürgen Neu unter seiner Dialogregie im Auftrag der Studio Hamburg Synchron in Hamburg.
| Rollenname                            | Schauspieler          | Synchronsprecher            | Hauptrolle (Staffel) | Nebenrolle (Staffel) |
| ------------------------------------- | --------------------- | --------------------------- | -------------------- | -------------------- |
| Anthony „Tony“ Soprano                | James Gandolfini      | Eberhard Haar               | 1–6                  |                      |
| Carmela Soprano                       | Edie Falco            | Katja Brügger               | 1–6                  |                      |
| Dr. Jennifer Melfi                    | Lorraine Bracco       | Cornelia Meinhardt          | 1–6                  |                      |
| Christopher Moltisanti                | Michael Imperioli     | Konstantin Graudus          | 1–6                  |                      |
| Corrado „Uncle Junior“ Soprano        | Dominic Chianese      | Hans Sievers                | 1–6                  |                      |
| Salvatore „Big Pussy“ Bonpensiero     | Vincent Pastore       | Klaus Dittmann              | 1–2                  |                      |
| Silvio „Sil“ Manfred Dante            | Steven Van Zandt      | Gerhard Marcel              | 1–6                  |                      |
| Peter Paul „Paulie Walnuts“ Gualtieri | Tony Sirico           | Peter Weis                  | 1–6                  |                      |
| Anthony „A.J.“ Soprano Jr.            | Robert Iler           | Philipp Krüger              | 1–6                  |                      |
| Meadow Soprano                        | Jamie-Lynn Sigler     | Eva Michaelis               | 1–6                  |                      |
| Adriana La Cerva                      | Drea de Matteo        | Kerstin Draeger             | 1–5                  |                      |
| Richie Aprile                         | David Proval          | Eberhard Prüter             | 2, 5                 |                      |
| Janice „Parvati“ Soprano              | Aida Turturro         | Marion Breckwoldt           | 2–6                  |                      |
| Livia Soprano                         | Nancy Marchand        | Marianne Kehlau             | 1–3                  |                      |
| Furio Giunta                          | Federico Castelluccio | Emilio Castoldi             |                      | 2-4                  |
| Arthur „Artie“ Bucco                  | John Ventimiglia      | Stephan Benson              |                      | 1–6                  |
| Bobby „Bacala“ Baccalieri             | Steve Schirripa       | Jürgen Holdorf              |                      | 2–6                  |
| Ralph Cifaretto                       | Joe Pantoliano        | Lutz Mackensy               |                      | 2–5                  |
| John Fiore                            | Gigi Cestone          | Michael Krowas              |                      | 1-6                  |
| Eugene Pontecorvo                     | Robert Funaro         |                             |                      | 3–6                  |
| Charmaine Bucco                       | Kathrine Narducci     | Sabine Falkenberg           |                      | 1–6                  |
| John „Johnny Sack“ Sacramoni          | Vincent Curatola      | Rüdiger Schulzki            |                      | 1–6                  |
| Tony Blundetto                        | Steve Buscemi         | Bernd Schramm Gerhart Hinze |                      | 3–5 6                |
| Phil Leotardo                         | Frank Vincent         | Horst Bretter               |                      | 5–6                  |
| Patsy Parisi                          | Dan Grimaldi          | Volker Bogdan               |                      | 2–6                  |
| Vito Spatafore                        | Joseph R. Gannascoli  |                             |                      | 2–6                  |
| Angie Bonpensiero                     | Toni Kalem            | Micaëla Kreißler            |                      | 2–6                  |
| Carmine Lupertazzi, Jr.               | Ray Abruzzo           | Robert Missler              |                      | 4–6                  |
| Rosalie Aprile                        | Sharon Angela         | Brita Subklew               |                      | 1–6                  |
| Butch DeConcini                       | Greg Antonacci        |                             |                      | 6                    |
| Benny Fazio                           | Max Casella           | Nicolas König               |                      | 3–6                  |
| „Little“ Paulie Germani               | Carl Capotorto        | Martin Klempnow             |                      | 3–6                  |
| Carlo Gervasi                         | Arthur J. Nascarella  |                             |                      | 4–6                  |
| Gabriella Dante                       | Maureen Van Zandt     |                             |                      | 2–6                  |

## Auszeichnungen
- Die Serie und ihre Darsteller wurden unter anderem mit 21 Emmy-Awards, fünf Golden Globes und zahlreichen anderen Preisen ausgezeichnet. Sie war zudem die erste Kabelserie, die einen Emmy für die beste Drama-Serie gewinnen konnte.[9]
- 2010: Video Champion in der Kategorie TV International für die DVD-Geschenkbox

## Veröffentlichung

### USA
Die Premiere in den USA lief am 10. Januar 1999 auf HBO. Die Dreharbeiten für die sechste und letzte Staffel begannen im Frühjahr 2005. Mit 21 Folgen war diese die umfangreichste. Die Ausstrahlung der ersten zwölf Episoden begann auf HBO am 12. März 2006 und endete am 4. Juni 2006. Ab 8. April 2007 um 21 Uhr wurden die letzten neun „Bonusepisoden“ in den USA auf HBO gesendet. Das Serienfinale Die Sopranos schlagen zurück wurde am 10. Juni 2007 zur Hauptsendezeit auf dem Heimatsender der Serie (HBO) ausgestrahlt.

### Deutschsprachige Länder
Ab 12. März 2000 wurden in Deutschland die ersten drei Staffeln im ZDF gezeigt, wobei der Ausstrahlungszeitpunkt von anfänglich Samstagabend sukzessive nach Sonntagnacht verschoben wurde, bis die Ausstrahlung mangels Interesse seitens der Zielgruppe und wegen ausbleibenden Erfolgs eingestellt wurde. Die Serie wurde außerdem von September bis Dezember 2005 bei kabel eins ausgestrahlt, aber auch hier wegen schlechter Quoten zunächst abgesetzt. Erst im Januar 2007 wurde sie mit der zweiten Staffel und mäßigem Erfolg fortgesetzt.
In Österreich lief die Serie 2002 auf ORF 1 an. Auch in der Schweiz wurden Die Sopranos zeitweise gesendet, zuletzt auf SF 1, die letzte Staffel wurde nach mehreren Verschiebungen ab dem 21. November 2010 auf SF zwei in Zweikanalton gesendet.
Beginnend im September 2004 strahlte bereits der Pay-TV-Sender Premiere Die Sopranos aus, wo auch die vierte, fünfte und sechste Staffel erstmals in Deutschland, Österreich und der Schweiz gesendet wurden. Premiere hatte den ersten Teil (zwölf Folgen) der sechsten und letzten Staffel der Sopranos ab dem 20. September 2006 auf Premiere Serie ausgestrahlt, die restlichen neun Bonusepisoden waren dort ab dem 5. Dezember 2007 zu sehen. Mittlerweile wurden alle Folgen auf Sky bzw. Fox Serie ausgestrahlt und wiederholt. Zum Sendestart am 23. Mai 2012 zeigte Sky Atlantic HD alle Folgen im deutschen Fernsehen erstmals in HD-Qualität.

### Andere Länder
Die erste Ausstrahlung der sechsten Staffel in Europa wurde vom irischen Sender RTE vollzogen.

### DVD
Staffel 1 und 2 erschienen am 15. April 2005 in Deutschland auf DVD, am 16. September 2005 folgten die Staffeln 3 und 4. Die Staffel 5 wurde am 24. Februar 2006 veröffentlicht. Der erste Teil von Staffel 6 erschien am 1. Mai 2008, der zweite Teil am 16. Mai 2008. Ebenfalls am 16. Mai 2008 erschien Die Sopranos – Die ultimative Mafiabox, die alle Staffeln der Serie sowie ein Poster mit dem Bild des Covers von Staffel 5 enthält. Im Gegensatz zur Einzelausgabe (die im 4:3-Format veröffentlicht wurde) enthält diese Ausgabe eine Neuauflage der ersten Staffel im 16:9-Format, mit englischem 5.1-Ton und Extras. Am 20. November 2009 erschien zudem eine Version der Gesamtausgabe in einer Geschenkbox, die zusätzlich zu allen Staffeln zwei Bonus-DVDs enthält. Am 4. Dezember 2009 erschien die erste Staffel auf Blu-ray Disc. Am 23. Oktober 2014 erschien die komplette Serie auf Blu-ray Disc.

## Trivia

### Die „echten Sopranos“
Die fiktive DiMeo-Familie aus den Sopranos ist von einigen Aspekten der italo-amerikanischen Cosa-Nostra-Familie namens DeCavalcante inspiriert worden, die ihren Hauptsitz in Elizabeth (New Jersey) hat. Die Soprano-Familie weist einige Parallelen zu den DeCavalcantes auf:
- John „Johnny Boy“ D’Amato z. B. wurde, wie auch der fiktive DiMeo-Captain Vito Spatafore, aufgrund homosexueller Handlungen ermordet.[13]
- Der fiktive Giacomo „Jackie“ Aprile, Sr. trägt den gleichen Vornamen und teils den gleichen Spitznamen wie Giacomo „Jake“ Amari. Er ist ebenso amtierender Boss, stirbt an Magenkrebs, und sein Tod hinterlässt ein Machtvakuum zwischen rivalisierenden Fraktionen innerhalb der Familie.[14]
- Vincent „Vinny Ocean“ Palermo weist einige Parallelen zu Tony Soprano auf; so ein eigener Strip-Club, ansässig im eigenen Anwesen, und er wurde vom Captain zum amtierenden Boss befördert.[15]

### Prequel
Im September des Jahres 2021 erschien ein von Alan Taylor inszenierter Sopranos-Prequel-Film namens The Many Saints of Newark, basierend auf einem Drehbuch von Sopranos-Schöpfer David Chase und Lawrence Konner. Der Film erzählt eine Vorgeschichte zur Serie und ist in den 1960er Jahren angesiedelt.

### Adaptionen
- Die Sopranos finden Erwähnung in der Serie Die Simpsons (Staffel 12, Folge 10), wenn Chief Wiggum am Ende fragt, ob die Gefängnisinsassen wirklich so sehr auf die Serie stünden.
- In einer Simpsons-Folge (Staffel 18, Folge 14) wird Die Sopranos mit der Beziehung zwischen Bart und seiner Psychologin parodiert.
- In der Anfangssequenz einer Simpsons-Folge (Staffel 19, Folge 16) wird die Sopranos-Folge Kennedy und Heidi (Staffel 6, Folge 18) parodiert, als Homer seinen Vater umbringt.
- In einer Simpsons-Folge (Staffel 20, Folge 10) wird Die Sopranos dadurch parodiert, dass die Mafiosi mit dem Auto fahren und die Titelmusik der Serie eingespielt wird.
- Die Anfangssequenz der Sopranos wird ironisch in der Serie Lilyhammer (Staffel 2, Folge 8) parodiert, und die Serie wird auch in einem Telefonat zwischen Frank Tagliano (gespielt von Soprano-Darsteller Steven Van Zandt) und einer Freundin erwähnt.

### Flipperautomat
Im Jahr 2005 wurde von Stern Pinball Inc. ein Flipperautomat produziert.

### Podcast
Im April des Jahres 2020 veröffentlichen die Sopranos-Stars Michael Imperioli und Steve Schirripa den offiziellen Sopranos-Podcast Talking Sopranos, der diverse Insider-Informationen, Geschichten hinter den Kulissen und wenig bekannten Fakten für jede Episode der Serie und Interviews mit weiteren Darstellern, Produzenten, Autoren und weiteren Gästen beinhaltet.